# Continuavano a chiamarli i due piloti più matti del mondo
Pour plus de détails, voir Fiche technique et Distribution.
Continuavamo a chiamarli i due piloti più matti del mondo est un film italien réalisé par Mariano Laurenti et sorti en 1972.

## Synopsis
Franco Franchini et Ciccio Ingrassetti qui sont deux pilotes de la compagnie « Air Sicilia » se trouvent impliqués dans la fugue avec son fiancé de Marisa, fille du riche entrepreneur Torricelli qui s'oppose à leur union. Finalement même les deux pilotes décident de partir aux Bahamas en charmante compagnie.

## Fiche technique
- Titre : Continuavano a chiamarli i due piloti più matti del mondo
- Réalisation :	Mariano Laurenti
- Scénario : Carlo Veo
- Photographie : Tino Santoni
- Montage : Daniele Alabiso
- Musique : Giancarlo Chiaramello
- Décors : Lorenzo Baraldi
- Costumes : Lorenzo Baraldi
- Genre : film comique
- Pays de production : Italie
- Durée : 86 min
- Année : 1972

## Distribution
- Franco Franchi : Franco Franchini
- Ciccio Ingrassia : Ciccio Ingrassetti
- Lino Banfi : Torricelli
- Marisa Merlini : Cesira
- Isabelle Marchall : Marisa
- Ivana Novak : Caterina
- Enzo Andronico : Cavallini
- Didi Perego : épouse de Torricelli